# Seldom-Little Seldom
Seldom-Little Seldom est une ancienne municipalité située sur l'île Fogo, dans la province de Terre-Neuve-et-Labrador, au Canada. Elle a été fusionnée à Fogo Island en 2011.